# Ilija Blažanović
Ilija Blažanović (Donji Hasić, Bosanski Šamac, 22. lipnja 1965.) je hrvatski i bosanskohercegovački pjesnik. Temeljno pučkoškolsko obrazovanje namaknuo je u Hrvatskoj Tišini, Hasiću i Crkvini, a srednju školu završava u Bosanskom Šamcu. Višu ekonomsko-komercijalnu školu pohađao je i završio u Novom Sadu. Godine 1995. objavio je zbirku poezije „Pjesma moje duše“. Godine 2021. objavio je zbirku pjesama „Niti bjeline“. Živi i stvara u Zagrebu.

## Djela
- Pjesma moje duše (pjesme, 1995.)
- Niti bjeline (pjesme, 2021.)